# Servicio de Sensores Remotos Aeroespaciales

## Historia
La fotografía aérea en Uruguay, data de los albores de la aviación en este país. La misma nació a principios del siglo XX, en un intento de sus pioneros de explicar las maravillas que se abrían desde una nueva perspectiva, a los que se encontraban a su alrededor.
En el S.S.R.A. cuentan con un archivo fotográfico que comienza en el año 1923, acompañando el vertiginoso desarrollo de esta técnica hasta hoy en día, mediante el registro histórico de imágenes de este país. En el mismo coexisten las placas litográficas (utilizadas hasta principios de los años ´50) y el “celuloide” en sus más variadas formas y tamaños.
También este servicio evolucionó en ese período, pasando de ser una sección del Grupo de Aviación N.º 3 en la década del ´50, a un grupo independiente en los años ´70, hasta finalmente constituirse en un Servicio dentro de la Fuerza Aérea Uruguaya en el año 1991.

## Funciones
- Planificar y ejecutar la captación, procesamiento y utilización de la información proveniente de los Sensores Remotos Aeroespaciales.
- Registrar, clasificar, archivar y custodiar todos los materiales de primera generación obtenidos de la captación de SRA.
- Asesorar técnicamente, en el área de su especialidad al Comando General de la Fuerza Aérea.
- Presupuestar la prestación de servicios en su especialidad a personas o instituciones públicas o privadas, nacionales o extranjeras.[1]

## Equipo
- Cámara aerofotogramétrica Wild -RC10
- RC-95 "Bandeirantes"
- Laboratorio fotográfico
- Cámara Panorámica Linhof
- Escáner Fotogramétrico DSW-500